# 无芒发草
无芒发草（学名：Deschampsia cespitosa var. exaristata）为禾本科发草属下的一个变种。

## 扩展阅读
- 維基物種上的相關：无芒发草